# 皮什朗德
皮什朗德（法語：Picherande，法語發音：[piʃʁɑ̃d]）是法国多姆山省的一个市镇，属于伊苏瓦尔区。

## 地理
皮什朗德（45°27'51"N, 2°46'1"E）面积44.26 平方千米，位于法国奥弗涅-罗讷-阿尔卑斯大区多姆山省，该省份为法国中南部省份，北起阿列省接壤，东临卢瓦尔省，南至上盧瓦爾省和康塔爾省，西接科雷兹省和克勒兹省。
与皮什朗德接壤的市镇（或旧市镇、城区）包括：沙斯特雷、贝斯和圣阿纳斯泰斯、滨湖尚邦、埃格利斯讷沃-当特赖格、圣多纳、圣热内尚佩斯普。

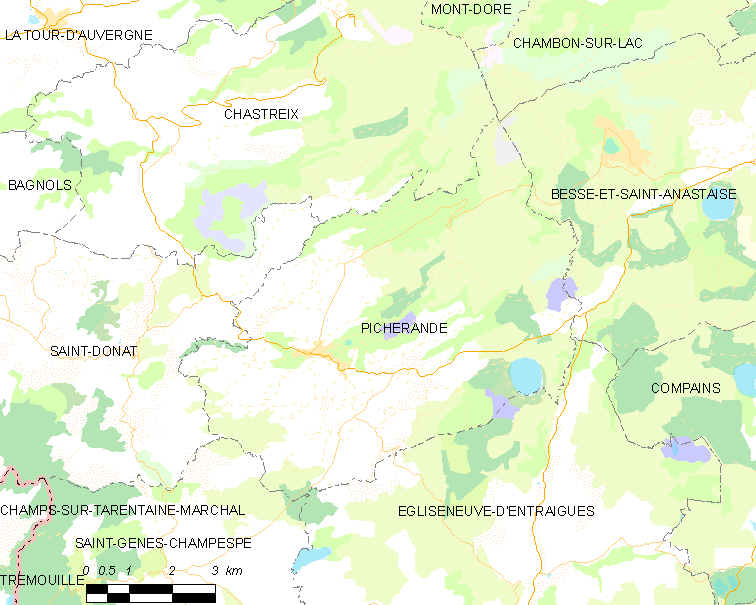
皮什朗德的OSM定位图

皮什朗德的时区为UTC+01:00、UTC+02:00（夏令时）。

## 行政
皮什朗德的邮政编码为63113，INSEE市镇编码为63279。

## 政治
皮什朗德所属的省级选区为勒桑西县。

## 人口

1962-2008年间皮什朗德人口变化图示

皮什朗德于2022年1月1日时的人口数量为315人。